# ایران در ۲۰۱۴
ایران در ۲۰۱۴ گاه‌شماری از مهم‌ترین رویدادها در سال ۲۰۱۴ در کشور ایران است.

## متصدیان
- مقام معظم رهبری – علی خامنه ای
- رئیس‌جمهور - حسن روحانی
- معاون رئیس‌جمهور – اسحاق جهانگیری
- رئیس مجلس - علی لاریجانی
- رئیس کل دادگستری - صادق لاریجانی

## مناسبت‌ها

### مارس
- ۵ مارس - نیروهای دفاعی اسرائیل یک کشتی ایرانی حامل راکت‌های توپخانه دوربرد را به سمت فلسطینی‌ها در نوار غزه دستگیر کردند.

### ژوئن
- ۲ ژوئن - طوفان گرد و غبار عظیم تهران را درنوردید.
- ۳۰ ژوئن – غنچه قوامی فعال حقوق زنان ایرانی-بریتانیایی پس از بازداشت موقت در ۲۰ ژوئن به دلیل تلاش برای شرکت در مسابقه والیبال ایران و ایتالیا دستگیر شد. حضور زنان در رویدادهای بزرگ ورزشی در ایران ممنوع است. حبس وی در زندان اوین ادامه دارد.[۱]

## درگذشتگان
- ۲۷ ژانویه – هاشم شعبانی، زندانی اعدام شده[۲]
- ۱ خرداد – غلامرضا خسروی سوادجانی، زندانی اعدام شده[۳]
- ۲۸ مرداد – سیمین بهبهانی، شاعر برجسته
- ۲۱ اکتبر – محمدرضا مهدوی کنی، سیاستمدار
- ۲۵ اکتبر - ریحانه جباری به اتهام قتل متجاوز به عنف خود محکوم و اعدام شد.
- ۲۳ آبان – مرتضی پاشایی، خواننده، آهنگساز و نوازنده پاپ
- ۲۵ آبان – بابک قربانی، کشتی‌گیر
- ۲۸ آبان – غلامحسین مظلومی، فوتبالیست
- ۳۱ آذر – مرتضی احمدی، بازیگر
- ۲۷ دسامبر - سرتیپ حمید تقوی، بالاترین مقام نظامی ایران در عراق در بحبوحه مداخله نظامی ایران در آن کشور[۴][۵]